# Рахмилевич, Нахман Элевич
Нахман Элевич Рахмилевич (лит. Nachmanas Rachmilevičius; 25 мая 1876,  Волковыск, Гродненская губерния — 1941, Подмандатная Палестина) — литовский экономист, дипломат, политический и общественный деятель.

## Биография
Родился в Волковыске, в семье лесопромышленника Эле-Лейбы Зельмановича  Рахмилевича (1848, Бобруйск — ?) и Ханы Айзиковны Рахмилевич (1858, Волковыск — ?). В 1889 году окончил Волковыскское реальное училище, затем гимназию в Бенсхайме (Гессен). В 1896—1900 годах изучал естественную историю и философию в Кенигсбергском университете и физику, химию и высшую математику в Гейдельбергском университете. В 1900 году получил степень доктора философии от Гейдельбергского университета.
В 1905 году вернулся в Россию. Был глубоко вовлечен в общественную деятельность. Во время Первой мировой войны член ЦК и вице-президентом общества еврейских изгнанников. В 1916—1918 годах член Вильнюсской городской управы.
в 1916—1918 годах, впоследствии член Сейма Литовской Республики, вице-министр промышленности и торговли первого правительства Литвы
С 11 декабря 1918 избран членом Литовского Государственного совета. С 26 декабря 1918 году по  22 апреля 1920 года заместитель министра (вице-министр) торговли и промышленности Литовской республики, а позже вошёл в состав правления Банка Литвы. В 1919 году он стал вице-президентом Национального совета евреев Литвы.
С  15 мая 1920 году по  13 ноября 1922 года депутат Учредительного Сейма от Тельшиского избирательного округа. Входил в состав  еврейской депутатской группы.
В 1928—1932 годах жил и работал в Берлине. С 10 января 1935 года после смерти Семёна Розенбаума назначен почетным консулом Литвы в Палестине.

## Адреса
- Вильнюс, Улица Вильняус, № 27